# Laurissilva

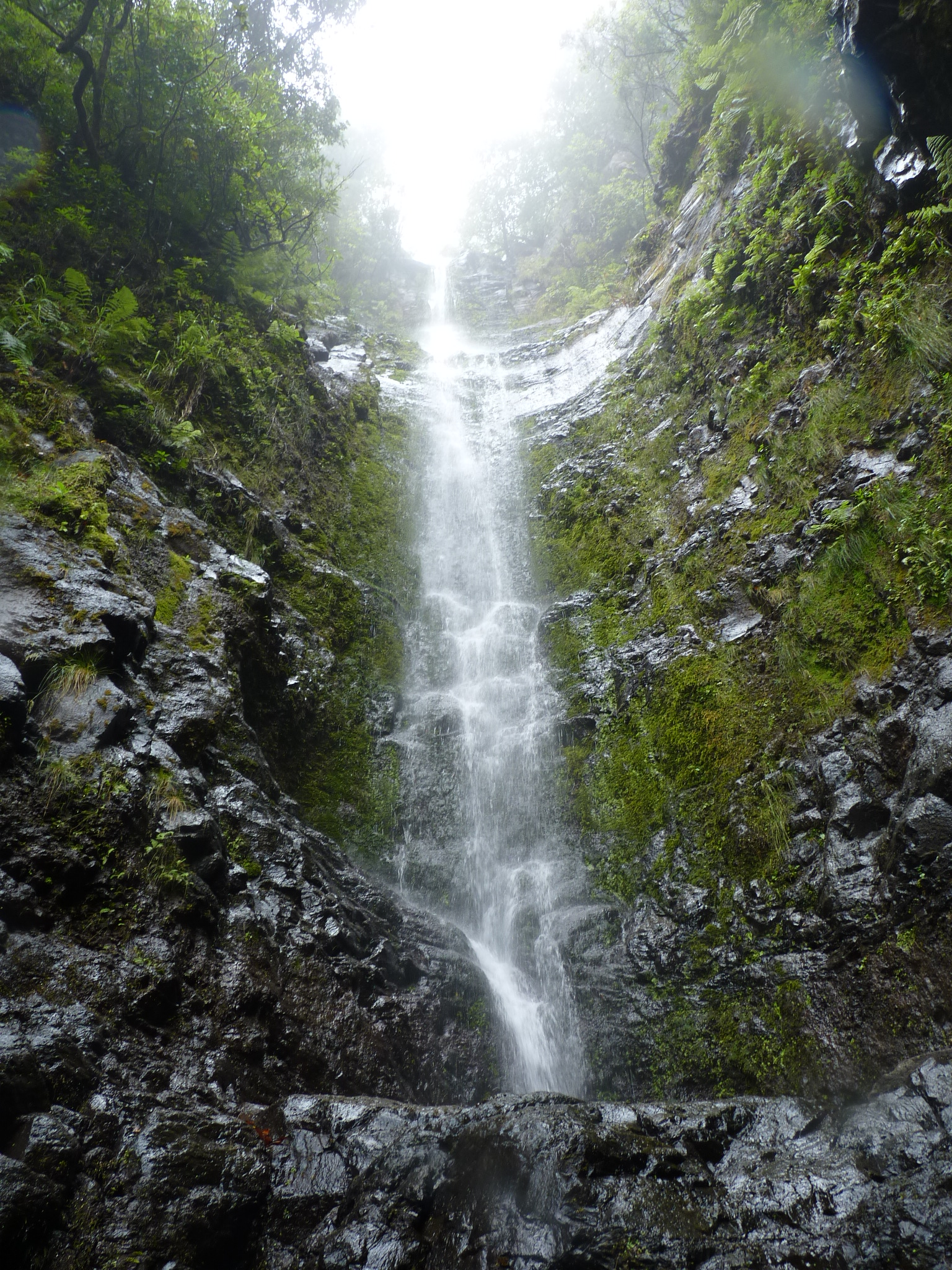
Cascata no Folhadal, Ilha da Madeira

Laurissilva é um tipo de floresta húmida, composta maioritariamente por árvores da família das lauráceas e endémico da Macaronésia, região formada pelos arquipélagos da Madeira, Açores, Canárias e Cabo Verde. Possui maior expressão nas terras altas da ilha da Madeira, onde se encontra a sua maior e mais bem conservada mancha, tendo sido considerada em 1999 pela UNESCO como Património da Humanidade, ocupando aí uma área de cerca de 15 000 hectares. Na laurissilva as plantas mais comuns são as lauráceas como o loureiro (Laurus novocanariensis e Laurus azorica), o vinhático (Persea indica), o til (Ocotea foetens), e o barbusano (Apollonias barbujana). É um dos habitats, no mundo, com maior índice de diversidade de plantas por km².[carece de fontes?] A palavra laurissilva deriva do latim Laurus (loureiro, lauráceas) e Silva (floresta, bosque). É uma floresta produtora de água, precipitação oculta, visível na quantidade de levadas da ilha da madeira, é no Parque Natural da Madeira que se encontra de forma mais preservada.

## Origem
A laurissilva remonta ao período Paleogénico do Cenozoico, há 66-23,03 milhões de anos. Nessa altura a floresta ocupava toda a área da agora bacia do Mediterrâneo, Sul da Europa e Norte de África.
Em resultado do desaparecimento do antigo mar de Tétis e consequente formação do mar Mediterrâneo, ocorreram alterações significativas do clima por toda a Europa e Norte de África. As glaciações que ocorreram no começo do Quaternário, levaram à regressão da floresta e à sua quase extinção na Europa continental (onde ainda sobrevivem algumas espécies relíquias desta vegetação como o azereiro (Prunus lusitanica) e o loureiro (Laurus nobilis) vivendo em comunidades naturais de carvalhos e até mesmo algumas pequeníssimas manchas florestais em locais de refúgio). No Norte de África ocorreria o mesmo, mas em resultado do avanço da aridez, subsistindo, actualmente, apenas uma pequena mancha na costa da Mauritânia.
Em consequência desta regressão, essencialmente devido às alterações climáticas determinadas pela formação do Mediterrâneo, esta floresta acabou por ter como último refúgio as regiões insulares, onde, devido à menor flutuação climática proporcionada pelo efeito amenizador do Oceano Atlântico, conseguiu sobreviver e até mesmo prosperar. O registo paleobotânico da ilha da Madeira revela que a floresta laurissilva existe nesta ilha há pelo menos 1,8 milhões de anos.

## Ocorrência
Actualmente a laurissilva sobrevive nos arquipélagos que integram a Macaronésia, nomeadamente nos arquipélagos portugueses dos Açores e da Madeira, no arquipélago espanhol das Canárias e em pequenos e raros enclaves na costa da Mauritânia.
Nos Açores a presença da floresta é residual, encontrando-se em manchas isoladas em todas as ilhas, sendo as maiores e mais significativas no Pico (Planalto Central e reserva florestal do Caveiro) e na Terceira (Serra de Santa Bárbara), enquanto no arquipélago da Madeira encontra-se apenas na ilha maior do arquipélago (ilha da Madeira), onde se encontra a espécie endémica Teucrium abutiloides. Ocupa nesta ilha uma área de aproximadamente 15 000 hectares, o que corresponde a 20% da ilha, sendo o maior e mais bem conservado núcleo desta floresta, no mundo. Concentra-se principalmente na costa norte, em altitudes compreendidas entre os 300 e os 1 400 metros. Na costa sul, ocorre em áreas de altitude compreendida entre os 700 e os 1 600 metros.
Nas Canárias os núcleos mais significativos encontram-se nas ilhas de Gomera (Parque Nacional de Garajonay), La Palma onde o maior e mais bem conservado núcleo desta floresta nas Ilhas Canárias (Em Los Tilos, e em todas as áreas do norte e leste da ilha, e alguns do oeste do Cumbre Nueva"), e Tenerife (Parque Natural de Teno).
Em Cabo Verde, aparece em pequenas e raras manchas e apenas nas ilhas mais afastadas da costa africana e com maior elevação, em que o relevo proporciona chuvas regulares em contraposição com o carácter árido da generalidade do clima cabo-verdiano.
Na costa mauritânica, surge em pequenos enclaves formados por pequenos vales que conservam condições de humidade elevada ante o deserto. No entanto, nunca atinge a exuberância e a extensão ou diversidade das laurissilvas insulares.

## Sítios de importância comunitária em Portugal
A floresta Laurissilva está inserida nos sítios de importância comunitária em Portugal.